# Kenn Gulliksen
Kenneth Gulliksen, född 28 juni 1945, är en amerikansk kristen pastor, evangelist och predikant. Han är mest känd för att ha grundat Vineyard-rörelsen, som sedan starten vuxit till 1 500 församlingar över hela världen. Gulliksen är också känd för att ha fört Bob Dylan till tro på Jesus.

## Gulliksen och Vineyard
Gulliksen hade under början av 1970-talet två bibelstudiegrupper i Beverly Hills, Kalifornien som hölls hemma hos två kända musiker Larry Norman och Chuck Girard. Allt eftersom blev det fler grupper och 1975 samlades 13 grupper i Beverly Hills Women's Club för gudstjänster. Gulliksen kallade församlingen för Vineyard.
1977 kontaktade John Wimber honom. Wimber hade startat en församling inom Calvary Chapel i Yorba Linda, Kalifornien, men på grund av skillnader i teologin så hade han uppmanats att ta kontakt med Gulliksens församling. 1982 bytte Wimbers församling namn till Anaheim Vineyard Christian Fellowship. Samtidigt överlämnade Gulliksen ansvaret över Vineyardförsamlingarna till Wimber, som nu börjat bygga upp Vineyard-rörelsen.
Gulliksen lämnade Vineyard 1992 efter en personlig konflikt med Wimber och flyttade tillbaka till Kalifornien och återupptog kontakten med Calvary Chapel. Han deltog dock vid Wimbers begravning 1997.

## Gulliksen och Dylan
1979 hade Bob Dylans dåvarande flickvän varit i kontakt med Gulliksens bibelstudiegrupp och blivit frälst. Hon bad nu några av pastorerna att följa med och träffa hennes pojkvän, vilket ingen visste var Dylan. Två pastorer, Larry Myers och Paul Emond, följde med och träffade Dylan. Myers och Emond berättar att Dylan var intresserad av Jesus och efter studier så var det som om han fått svar på frågor han grubblat över i flera år. Dylan begrundade det hela och efter en tid valde han att döpa sig 1980. Dylan släppte sedan två starkt kristet präglade skivor: Saved och Slow Train Coming.
Gulliksen berättar att skillnaden för församlingen var stor efter att ha fått Dylan som församlingsmedlem. Helt plötsligt var det 30 till 40 olika medier som bevakade gudstjänsten.